# Karol Strzemieczny
Karol Strzemieczny (ur. 1979 w Warszawie) – polski wokalista, gitarzysta, kompozytor i tekściarz zespołu rockowego Stan Miłości i Zaufania oraz gitarzysta basowy zespołu punkrockowego Naiv. Od 2009 roku wspólnie z wokalistką i skrzypaczką Paulą Bialski tworzy również indie-folkowy zespół Paula i Karol.
Socjolog, absolwent XXXIII Liceum Ogólnokształcącego im. Mikołaja Kopernika w Warszawie.

## Dyskografia

### Stan Miłości i Zaufania
- 2008 Stan Miłości i Zaufania (SP)
- 2010 Sygnały (SP)

### Naiv
- 2006 Naiv
- 2009 Przedświt

### Paula i Karol
- 2010 Goodnight Warsaw (EP)
- 2010 Overshare (LP)
- 2012 Whole again (LP)